# Jean-Baptiste Peyras-Loustalet
Jean-Baptiste Peyras-Loustalet (ur. 5 stycznia 1984 w Pau) – francuski rugbysta, grający na pozycji obrońcy w zespole AS Béziers Hérault, reprezentant kraju.
W rugby zaczął grać w wieku siedmiu lat w lokalnym klubie US Coarraze-Nay Rugby, od 2000 roku trenował zaś w Section Paloise. Zdobył z nim mistrzostwo kraju w kategorii U-19 (Coupe René Crabos) i od 2002 roku występował również w zespole seniorów, zaś w 2005 roku przeszedł do Castres Olympique, a następnie do Aviron Bayonnais.
W styczniu 2011 roku zgodził się przez dwa najbliższe sezony reprezentować Montpellier Hérault Rugby, jednak z powodu przesiadywania na ławce rezerwowych zdecydował się w listopadzie 2012 roku rozwiązać kontrakt i zakończyć ten sezon w występującym w niższej klasie rozgrywkowej AS Béziers Hérault, gdzie w szesnastu meczach zdobył osiem przyłożeń pomagając tym samym drużynie w utrzymaniu się w Pro D2. W lutym 2013 roku podpisał dwuletni kontrakt z Union Bordeaux Bègles. Po rozegraniu dla UBB jednego meczu we wrześniu, nie mogąc przebić się do podstawowego składu, w którym rolę obrońcy pełnili Bruce Reihana i Darly Domvo, powrócił do klubu z Béziers związując się początkowo na dwa sezony, ostatecznie pozostał w nim do końca kariery. Jej zakończenie ogłosił na początku marca 2018 roku po trzech latach zmagania się z bólem pleców spowodowanym dyskopatią.
W sezonie 2002–2003 był objęty szkoleniem centralnym i z reprezentacją U-19 wziął udział w MŚ U-19 2003, na których Francuzi zajęli trzecie miejsce. Występy w tym turnieju podczas gali IRB Awards dały mu wyróżnienie dla najlepszego zawodnika roku na świecie w tej kategorii wiekowej. Znalazł się także w składach U-21 na mistrzostwa świata w 2004 i 2005.
Pierwsze powołanie do seniorskiej kadry otrzymał w czerwcu 2008 roku pod nieobecność zawodników zaangażowanych w odbywającą się wówczas ligową fazę play-off. Zadebiutował w meczu z Australią z ławki rezerwowych 5 lipca 2008 roku i był to jednocześnie jego jedyny występ w reprezentacji.
W barwach Barbarians Français zagrał w czerwcu 2009 roku w meczu z Argentyną, zaś w listopadzie tego roku w pojedynku zorganizowanym z okazji obchodów 75-lecia FIRA-AER.